# Konstantin Engel
Konstantin „Koka“ Engel (kasachisch Константин Энгель, * 27. Juli 1988 in Qaraghandy, Kasachische SSR, UdSSR) ist ein deutsch-kasachischer Fußballspieler. Er steht beim SSV Jeddeloh unter Vertrag.

## Karriere

### Vereine
Engel begann seine Karriere bei Viktoria Georgsmarienhütte und wechselte 2004 zum VfL Osnabrück. Zunächst wurde er dort für die zweite Mannschaft in der Niedersachsenliga eingesetzt. Beim Spiel gegen Holstein Kiel in der Saison 2006/07 wurde er erstmals in der ersten Mannschaft eingesetzt; das Spiel endete 3:2 für den VfL. Am 15. August 2008 gab Engel sein Debüt im Profifußball im Spiel gegen den FC St. Pauli. Am 1. Mai 2009 erzielte er sein erstes Profitor beim 1:0-Auswärtssieg gegen den SV Wehen Wiesbaden.
Nach der Drittliga-Meisterschaft 2010 spielte er mit dem Klub 2010/11 wieder in der 2. Bundesliga. Der VfL stieg aber als Tabellen-16. und nach verlorener Relegation gegen Dynamo Dresden nach nur einem Jahr wieder ab.
Engel wechselte daraufhin zur Saison 2011/12 ablösefrei zum FC Energie Cottbus, bei dem er einen Vertrag über zwei Jahre unterschrieb. Dort traf er auf seinen früheren Trainer aus Osnabrück, Claus-Dieter Wollitz. Zur Saison 2013/14 verließ Engel den Verein nach erfolglosen Gesprächen zur Vertragsverlängerung.
Am 12. September 2013 verpflichtete ihn der FC Ingolstadt 04, mit dem er in der Saison 2014/15 als Zweitligameister in die Bundesliga aufstieg. In dieser debütierte er am 15. August 2015 (1. Spieltag) beim 1:0-Sieg im Auswärtsspiel gegen den 1. FSV Mainz 05.
Nach seinem Vertragsende im Sommer 2016 verließ Engel Ingolstadt und wechselte zum kasachischen Meister FK Astana. Aufgrund einer fehlenden Spielerlaubnis und somit keinem einzigen Pflichtspieleinsatz kehrte er bereits nach einem halben Jahr in Kasachstan nach Deutschland zurück.
Am 27. Januar 2017 unterschrieb Engel einen bis 2021 gültigen Vertrag bei seinem früheren Verein VfL Osnabrück. Im August 2017 erkrankte er an einer Thrombose im Arm und fiel in der Folge bis Jahresende 2017 aus. Am 34. Spieltag der Saison 2018/2019 stieg Engel mit dem VfL in die 2. Bundesliga auf, ihm gelang somit nach 2010 zum zweiten Mal der Aufstieg mit dem Verein. Im Halbfinalspiel des Niedersachsenpokals 2018/19 bei der SV Drochtersen/Assel am 24. April 2019 zog sich Engel in einem Zweikampf einen Bruch des Schien- und Wadenbeins zu. Zur Rückrunde der Folgesaison konnte der Defensivspieler wieder für den VfL aktiv werden.
Im Sommer 2021 schloss sich Engel dem Regionalligisten SSV Jeddeloh an.

### Nationalmannschaft
Am 21. Mai 2012 wurde Engel erstmals ins Aufgebot der kasachischen Fußballnationalmannschaft berufen.

## Erfolge
VfL Osnabrück
- Drittligameister 2010 und Aufstieg in die 2. Bundesliga 2010/11
- Drittligameister 2019 und Aufstieg in die 2. Bundesliga 2019/20

FC Ingolstadt 04
- Zweitligameister 2015 und Aufstieg in die Bundesliga 2015/16